# Cephaloidophora fossor
Cephaloidophora fossor is een soort in de taxonomische indeling van de Myzozoa, een stam van microscopische parasitaire dieren. Het organisme komt uit het geslacht Cephaloidophora en behoort tot de familie Cephaloidophoridae. Cephaloidophora fossor werd in 1907 ontdekt door Léger & Dubosq.